# Bezmen
Bezmen je stará jednotka hmotnosti používaná v 17. století v Rusku.

## Převodní vztahy
- 1 bezmen = 1,024 kg = 1/16 pud